# Félix Bédouret
Felix Bédouret (ur. 30 listopada 1896, zm. 30 czerwca 1955 w Genewie) – szwajcarski piłkarz grający na pozycji napastnika. W swojej karierze rozegrał 2 mecze w reprezentacji Szwajcarii.

## Kariera piłkarska
W swojej karierze piłkarskiej Bédouret grał w klubie Servette FC, w którym zadebiutował w sezonie 1916/1917. W sezonach 1917/1918, 1921/1922 i 1924/1925 wywalczył z Servette trzy mistrzostwa Szwajcarii.

## Kariera reprezentacyjna
W reprezentacji Szwajcarii Bédouret zadebiutował 6 listopada 1921 w zremisowanym 1:1 towarzyskim meczu z Włochami, rozegranym w Genewie. W 1924 roku wystąpił z kadrą Szwajcarii na Igrzyskach Olimpijskich w Paryżu. Zdobył na nich srebrny medal. Od 1921 do 1924 roku rozegrał w kadrze narodowej 2 mecze.